# География на Шри Ланка
Шри Ланка (до 1972 г. Цейлон) е държава в Южна Азия, заемаща едноименния остров в Индийския океан. Площ 65 610 км². Населението на 1 януари 2013 г. възлиза на 21 680 000 души. Столица е град Коломбо.

## Географско положение, граници, големина, брегове
Шри Ланка е държава в Южна Азия, заемаща едноименния остров в Индийския океан, разположен югоизточно от полуостров Индостан, от който го отделят Полкския проток и заливите Полк и Манарски. На запад, изток и юг се мие от водите на Индийския океан. Бреговете му с дължина 1410 км са предимно ниски, често лагунни, обградени от коралови рифове, слабо разчленени, с отделни ингресионни заливи. Дължина от север на юг 435 km, ширина до 225 km.
Крайни точки:
- на север – нас Палмира (Сакотеи) 9°50’09” с.ш.
- на юг – нос Дондра 5°55’07” с.ш.
- на запад – остров Качайтиву в залива Полк 79°31’20” и.д.
- на изток – нос Сангаманканда 81°52’44” и.д.

## Природа

### Релеф, геоложки строеж, полезни изкопаеми
Над 80% от територията на Шри Ланка е заета от низинни равнини, над които се издигат отделни скалисти възвишения. В централната и южна част на страната е разположено стъпаловидна планинска земя, със заравнени била и стръмни склонове. Най-горната част образува столова повърхност, над която се издигат остатъчни върхове – Пидуруталагала 2524 м, Адамов връх 2243 м и др.
Шри Ланка заема част от Индостанския щит на Индийската платформа, фундаментът на който е изграден от гнайси, гранито-гнайси, амфиболити, кристалинни шисти, кварцити, мрамори с интрузии на горнопротерозойски гранити (преди около 1 млрд. години), долеритови дайки и пегматити и тук-таме карбонати. Скалите на фундамента излизат на повърхността на 9/10 от територията на Шри Ланка. На север фундаментът е скрит под чехъл от седиментни скали (пясъчници, алевролити, аргилити, варовици, пясъци, глини) с юрска и миоценска възраст. По крайбрежието на Индийския океан са разпространени крайбрежно-морски кватернерни наслаги (чакъл, филц, пясък, глина). Върху кристалинните скали са развити латерити.
Основните полезни изкопаеми на Шри Ланка са: графит (общи запаси около 20 млн. т), скъпоценни и полускъпоценни камъни (сапфир, рубин, аквамарин, топаз, лунен камък, хризоберил и др.), крайбрежно-морски „черни“ пясъци с илменит и рутил (запаси около 2 млн. т със съдържание на TiO2), циркон и монацит; апатит (25 млн. т), каолинови и други глини, варовик, полеви шпат, кварцов пясък.

### Климат, води
Климатът на Шри Ланка е мусонен, на север и изток – субекваториален, на юг и запад – екваториален. Температурата на въздуха в равнините е 26 – 30°С, в планините се понижава до 15 – 20°С и е с много малка годишна амплитуда. Най-голямо количество дъжд (до 5000 мм годишно) пада по югозападните склонове на планините (предимно по време на летния мусон), а в подножията им се понижават до 2000 мм годишно. По североизточните склонове на планините и околните равнини голяма част от валежите падат по време на зимния мусон, годишната сума на валежите се понижава до 1000 – 2000 мм, а сухият сезон продължава осем-девет месеца. Най-малко количество дъжд (под 1000 мм годишно) пада по северозападното и югоизточното крайбрежия. През пролетта и есента в много райони се наблюдават обилни конвективни следобедни (т.н. зенитални) дъждове.
Речната мрежа в страната е гъста, реките са къси, но пълноводни. Водят началото си от централните части и радиално се разтичат по всички направления, образувайки в планините високи водопади. Водите им се използват за напояване, предимно на север и изток, и на тях са изградени множество язовири. Най-дългите реки са Махавели (335 км), Малвату (164 км), Кала (148 км) и Келани (145 км).

### Почви, растителност и животински свят
Почвите в страната се червеноземни и латеритни, а по долините на реките и по крайбрежието са развити алувиални почви. Естествената растителност покрива около 3/4 от повърхността на острова. По югозападните склонове на планините и на места по техните подножия са се съхранили влажни екваториални гори (отделни дървета достигат височина до 80 m) с огромно разнообразие от видове. В съставът им влизат – палми, диптерокарпови и др., отличават се с богат подлес и обилие от мъхове. Равнините на север и изток и предпланинските райони до тях са покрити с вторични листопадни гори (височина 9 – 12 m). Вътрешните плата са заети от пустоши от саванен тип (съчетание от високи груби треви с отделни дървета), а над 2000 m – храстовидна растителност. По северозападното и югоизточното крайбрежия са развити участъци от бодливи храсти, а на места по брега – мангрови гори и кокосови палми.
Фауната на Шри Ланка е от индо-малайски тип, с премеси от мадагаскарски видове (лемури). От бозайниците се срещат слон, цейлонска мечка, леопард, рис, 5 вида маймуни, елени, диви свине, вивери. Птичият свят е много богат (папагали, пауни, фламинго, щъркели), много гущери, змии, крокодили, разнообразни насекоми (пеперуди, мравки, термити, маларийни комари и др.).